# Auxonne
Auxonne település Franciaországban, Côte-d’Or megyében. Lakosainak száma 7592 fő (2022. január 1.). Auxonne Villers-les-Pots, Labergement-lès-Auxonne, Billey, Villers-Rotin, Poncey-lès-Athée, Tillenay, Athée, Flammerans, Les Maillys, Biarne, Chevigny, Peintre és Rainans községekkel határos.

## Népesség
A település népességének változása:
| Lakosok száma | 5803 | 7121 | 6781 | 7719 | 7819 | 7743 | 7622 | 7614 | 7621 | 7592 |
|               | 1968 | 1982 | 1990 | 2006 | 2013 | 2015 | 2017 | 2019 | 2020 | 2022 |